# جوستين رامزي
جوستين رامزي (بالإنجليزية: Heath Ramsay) هو سباح أسترالي، ولد في 3 أبريل 1981 في إبسوتش في أستراليا.

## وصلات خارجية
- جوستين رامزي على موقع الاتحاد الدولي للسباحة (الإنجليزية)
- جوستين رامزي على موقع SwimRankings.net (الإنجليزية)
- جوستين رامزي على موقع اللجنة الأولمبية الدولية (الإنجليزية)
- جوستين رامزي على موقع أوليمبيديا (الإنجليزية)
- جوستين رامزي على موقع اللجنة الأولمبية الأسترالية (الإنجليزية)
- جوستين رامزي على موقع اتحاد ألعاب الكومنولث (مؤرشف) (الإنجليزية)